# تقييم الفقر التشاركي
هو طريقة لتحليل وتخفيض مستوى الفقر عن طريق شمول وجهات نظر الفقراء. يحاول تقييم الفقر التشاركي أن يفهم الفقراء بشكل أفضل، وأن يعطيهم الحق في المشاركة في اتخاذ القرارات التي تؤثر على حياتهم، إلى جانب تحسين فعالية سياسات الحد من الفقر. ويعتبر هذا التقييم نوع من المسح الشامل التقليدي للأسر وذلك من خلال المساعدة على تفسير نتائج الاستبيان ويهدف إلى رصد تجارب الفقراء من خلال أن تصبح أكثر انفتاحاً.

## الخلفية التاريخية
في فترة ما قبل التسعينات، كانت الطريقة الأساسية لقياس معدلات الفقر هي تعداد السكان، وقد تطورت لتصبح أنشطة تشاركية خلال التسعينات وذلك بسبب تعرض الطرق التقليدية للانتقادات.
تم صياغة مفهوم «تقييم الفقر التشاركي» من خلال البنك الدولي في عام 1992، وكان يُرى على أنه أحد أشكال تقييمات الفقر التشاركية.
ظهرت التجارب الأولى لتقييمات الفقر التشاركي في دول أفريقيا جنوب الصحراء في أوائل التسعينات.
في عام 1998، أقيم عدد 43 تقييم للفقر التشاركى: 28 في أفريقيا، و6 في أمريكا اللاتينية، و5  في أوروبا الشرقية، و4 في قارة آسيا.
ركزت التقييمات في بداياتها على توفير بيانات ذات جودة عالية لصناع القرار بدلاً من التركيز على الفقراء في عملية الحد من الفقر.
في أواخر التسعينات، «ظهر الجيل الثانى من تقييمات الفقر التشاركي»، والذي حاول السماح للفقراء بالتأثير على عملية صنع القرار.
وفي عام 2012، تم إقامة أكبر تقييم للفقر التشاركي  لأكبر عدد من أصوات الفقراء بالبنك الدولي.

## شرح الأساس المنطقي وعقد مقارنة مع الطرق السابق
يحتوي كلاً من التقييمات التشاركية للفقر والإحصاءات التقليدية على معلومات كمية وكيفية على حد سواء وكذلك على أجزاء موضوعية وآخرى غير موضوعية، لذلك لايمكن اعتبارها بالضرورة خاصية مميزة لتقييمات الفقر التشاركى.
ولكن يمكن استخدام البيانات الإحصائية التقليدية في عمليات الحصر وعقد المقارنات وكذلك في عمليات التنبؤ. إن قوة تقييم الفقر  التشاركي لا تكمن إلا في فهم الأبعاد الخفية للفقر وتحليل أسبابه والعمليات التي يقع من خلالها الأشخاص في دائرة الفقر أو التي بخرجون بسببها من الدائرة.
يمكن أيضاً التفرقة بين تقييم الفقر التشاركي وبين أبحاث علم الإنسان، حيث أن الأخيرة خاصة بتحليل عدد ضئيل من المجتمعات بشكل متعمق، في حين تقوم تقييمات الفقر التشاركي بتحليل مجتمعات مختلفة داخل الدولة، كما تركز ايضاً على اتخاذ القرارات بشأن السياسات. (الشئ الذي لا يحتاج علم الإنسان إلى القيام به).

## الأساليب المنهجية والأنشطة
يوجد العديد من الطرق المنهجية الخاصة بتقييمات الفقر التشاركي، والبعض منها يستخدم أكثر من طريقة:
- البحث الميداني وعمل المقابلات الشخصية.[3]
- التقييم الريفي السريع.
- التقييم السريع بالمشاركة.
- نموذج سارار (تقييم الذات-القوة الترابطية- سعة الحيلة- تخطيط العمل- المسئولية)
- تقييم المنتفع (المستفيد).
- المقابلات الشخصية شبه المنظمة  ومجموعات الدراسة.

تقييمات الفقر التشاركي يمكن أن تستمر لعدة اسابيع أو شهور.

## المنظمات التي تستخدم هذا المنهج
- البنك الدولي.
- برنامج الأمم المتحدة الإنمائي.[3]
- وزارة التنمية الدولية.[3]
- أكشن إيد.
- بنك التنمية الآسيوى.
- الوكالة الدنماركية للتنمية الدولية.
- اوكسفام (المملكة المتحدة).
- معهد تايلاند للتنمية البحثية.

بالإضافة إلى ذلك، فقد شارك أيضا أصحاب أسهم الملكية (كالمؤسسات التي لا تقوم بإعداد تقييمات الفقر التشاركي بشكل مباشر بل تشارك فيه فقط) مثل: منظمة الأمم المتحدة للطفولة والعديد من المنظمات الآخرى غير الهادفة للربح (مثل منظمة انقذوا الأطفال واوكسفام)، والمعاهد الأكاديمية.. إالخ، في تقييمات الفقر التشاركي.

## النتائج
تؤكد تقييمات الفقر التشاركى على طبيعة الفقر المتعددة الأبعاد (على سبيل المثال فإن الفقير لا يتعامل فقط مع نقص المال، وإنما يتعامل أيضا مع مشكلات آخرى مثل: نقص الموارد، ضعف الصحة، العنف الجسدي، العزلة الاجتماعية، إالخ) والتي كان يتم الكشف عنها من خلال طرق الاستبيان التقليدية لتعداد السكان. كما تمكنت تقييمات الفقر التشاركية من الوصول إلى معلومات لم يتم الحصول عليها من خلال تعدادات السكان عن طريق بناء الثقة. بمعنى أكثر وضوحاً، فقد تمكنت تقييمات الفقر التشاركي من الحصول على معلومات عن موضوعات حساسة: مثل دعارة الأطفال، والعنف الأسري الناتج عن الفقر.
في زامبيا، كشفت تقييمات الفقر التشاركية عن حقيقة أن توقيت دفع المصروفات الدراسية يسبب عبئ اقتصادى على الأسرة، لذلك تم اقتراح تشريع جديد لتغيير هذا التوقيت.
في نيجيريا، اكتشفت تقييمات الفقر التشاركية أن الفقراء يعتبرون التعليم في المرتبة السابعة من أولوياتهم للحد من الفقر، حيث أن التعليم في نظرهم ليس ذو جدوى للخروج من دائرة الفقر. وكنتيجة لهذا التقييم فقد صارت الأولوية لتأمين الطعام.
كما أبلغت أيضا تقييمات الفقر التشاركى البنك الدولى بتقارير التنمية الدولية.